# 观音镇 (宜宾市)
观音镇，是中华人民共和国四川省宜宾市叙州区下辖的一个乡镇级行政单位。2019年8月，撤销古罗镇，将其所属行政区域划归观音镇管辖。

## 行政区划
观音镇下辖以下地区：
观音社区、万菁社区、徐家社区、南华社区、沙沟社区、群众村、互助村、大山村、一步村、蟠山村、翻身村、周场村、万古村、龙沱村、改进村、猴山村、凤竹社区村、合众村、双鱼村、上峰村、席草村、中峰村、红豆村、新兴村、尹家村、花甲村、大同村、吉祥村、茅坪村、分水村、书楼村、寿昌村、红菊村、利民村、雷殿村、小湾村、瓦窑村、猴朝村、飞虎村、土洪村、石庙村、铧匠村、陈河村、沙沟村、古塘村、广学村、中秀村、茨竹村、菜板村、菜花村、宋显村和菊花村、古罗社区、凉风社区、合林村、互利村、古罗村、同力村、团山村、普岗村、万山村、柳树村、叶山村、新燕村、高岩村、良丰村、大屋村、大井村、跳墩村、白果村、三元村、水浮村和盐井村。

### 概述：
四川省宜宾市宜宾县观音镇(GuanYin town of SiChuan province)位于四川盆地南部，丘陵地带，宜宾县北部 （俗称：东大陆）, 越溪河横贯全镇。
幅员面积 241 平方公里，辖52个村(社区)，总人口 8 万余人（其中城镇人口 2.5 万人），中心城镇建成区面积 2 平方公里，是宜宾县第一大镇 ,宜宾市第二大镇， 四川省首批小城镇建设试点镇。城镇基础和公共服务设施完善，宜宾市已将该镇例为二级中心城镇和 “ 绿色 ”农产品加工基地。
2012年3月8日，国家发展改革委办公厅发文公布第三批全国发展改革试点城镇名单，四川省宜宾观音镇等369个镇荣获第三批全国发展改革试点城镇，观音镇也是宜宾市此次唯一入选的乡镇。

镇上基础设施较完善，有中国农业银行及ATM，中国邮政银行。

酒店：宾馆较多，食宿方便。

医院：宜宾县第三人民医院，惠康医院。

电话区号：0831。邮政编码：644604。

学校：高级中学：宜宾县第一中学校。初级中学：观音镇初级中学。

### 交通：

#### 普通道路
交通条件良好，道路以水泥硬化路、沥青路面双向两车道为主，主干道路面宽约7米。乡村道路没有路灯。

1，东西向交通：以泥溪镇到孔滩镇的道路为主。
（泥溪镇《G93高速泥溪收费站》-万里-观音镇-徐家-永远-白花镇-孔滩镇《内六铁路孔滩站》--自贡市区）。

2，南北向交通：以荣县到宜宾市翠屏区宗场乡道路（X0842县道）为主。
（自贡市荣县-古罗镇-观音镇-隆兴乡-花古-双谊乡-翠屏区宗场乡《G93高速宗场收费站》-宜宾市区）。

3，水上交通：有客运水码头。越溪河贯穿全境

4，有班车直达成都市城北客运站、宜宾市区、重庆市区等。

5，到观音镇的交通：

成都市城北客运站-->宜宾县观音镇，

重庆市-->宜宾县观音镇；

重庆市到泥溪镇的班车，宜宾市区中转（大运村客运站）。

#### 高速公路
1，四川省2030高速规划的宜宾到井研高速经过观音镇，并预留出口。

2，G93高速，泥溪镇收费站。泥溪镇--万里--观音镇。

3，G93高速，宗场乡收费站。宗场乡--双谊乡--双河口--花古--（隆兴乡）大鸡公--观音镇。

4，G85高速，宜宾。

#### 铁路
1，火车站：成贵铁路（泥溪站、屏山站、宜宾东站），内六铁路（宜宾站、孔滩站）。